# Priporočilo
Priporočilo je pismo, s katerim nas oseba, ki nas pozna, priporoči za delovno mesto, na katerega se prijavljamo. Preko referenc bodoči delodajalec poizveduje o subjektivnih vtisih kandidatovih nadrejenih ali sodelavcev, ki so si jih ustvarili med sodelovanjem z njim 
. 
Medtem ko je priporočilo v obliki pisma, reference predstavljajo samo vrstico, v kateri navedemo ime in priimek, funkcijo in kontaktne podatke osebe katero novi delodajalec lahko kontaktira.

## Vir in namen
Vir za priporočila so ljudje, ki nas dobro poznajo. Obrnemo se lahko na profesorje in na nadrejene v podjetjih, v katerih smo že delali. Oseba, ki priporoča lahko priporočilo napiše sama, v praksi pa se tudi dogaja, da si sami napišemo priporočilo, nato pa ga oseba, ki nas priporoča, prebere in podpiše. Tako ne izgublja preveč časa, referenca pa vključuje znanja, ki jih želimo izpostaviti.
Namen priporočil in referenc je pridobiti uporabne informacije o možnem kandidatu, mnenje o njegovem karakterju ter primernosti za delovno mesto. Preko referenc delodajalci pridobijo informacije o naravi kandidatovega predhodnega delovnega mesta, koliko časa je delal pri tej osebi, razlog za menjavo delovnega mesta ter druge bistvene informacije (npr. seznam prisotnosti, točnost prihajanja na delovno mesto, ipd.).

## Možna struktura priporočila
- Naslov in datum
- Vljudnostni pozdrav (npr. Spoštovani (ime in priimek))
- Ime in priimek osebe, ki jo priporočamo
- Podatki o tem, kako dobro poznamo osebo, na katerem delovnem mestu je delala, delavnost, prizadevnost, ipd.
- Posameznikove posebne lastnosti in kakovosti, ki bi lahko pripomogle k delu, za katerega kandidira (lahko podprto s konkretnimi primeri)
- Zaključni stavek ter vljudnosti pozdrav
- Ime in priimek z lastnoročnim podpisom

## Preverjanje referenc
Priporočila se upoštevajo kot pomoč pri oceni bodočega kandidata, vendar jih je dobro preveriti, najbolje s telefonskim klicem. Reference preverjamo ustno ali pisno pri preteklih delodajalcih kandidata. Preverjanje referenc preko telefonskega pogovora je alternativa priporočilu ali pa njegov dodatek. Ob preverjanju preko teledona je tudi večja verjetnost, da bomo pridobili bolj iskreno mnenje, kot bi ga dobili s pisnim priporočilom . 

## Prednosti in slabosti
Prednost referenc je pridobitev večjega števila relevantnih informacij o kandidatu, ki lahko potrjujejo delodajalčeve dosedanje ugotovitve o kandidatu za neko delovno mesto ali njihovo zavrnitev. 
Slabost referenc je njihova vprašljiva verodostojnost in možnost prelaganja odgovornosti odločitve o primernem kandidatu. Pri priporočilih pa se lahko pojavi tudi nepotizem, kjer gre za zaposlovanje po sorodstvenih zvezah ter t. i. zaposlovanje po zvezah in poznanstvih .

## Nasveti za zbiranje priporočil
1. Vedno, ko zaključite z delom, prosite delodajalca za verodostojno referenco.
2. Za priporočilo prosite referenta osebno, razložite tudi, zakaj je referenca za vas pomembna.
3. Reference prinesite jih s seboj na intervju oz. jih predstavite na zahtevo delodajalca.